# Hassen Ben Nasser
Pour les articles homonymes, voir Nasser (homonymie) et Nasr.
Hassen Ben Nasser ou Hassen Ben Nasr, né le 16 décembre 1986, est un coureur cycliste tunisien.

## Biographie
Il a notamment remporté la troisième édition de l'UCI Africa Tour.

## Palmarès
- 2005
  - 3e du championnat de Tunisie sur route
- 2006
  - Classement général du Tour de la Pharmacie Centrale
  - 5e étape du Tour de la Manche
  - Tour des aéroports :
    - Classement général
    - 5e et 8e étapes
- 2007
  - UCI Africa Tour
  - Tour de la Pharmacie Centrale :
    - Classement général
    - 1re et 8e étapes

  - 4e et 7e étapes du Tour des aéroports
  - 3e du Tour de Libye
  - 3e du championnat de Tunisie sur route
- 2008
  -  Champion de Tunisie sur route
  - 6e et 7e étapes du Tour de la Pharmacie Centrale
  - 2e du Tour de la Pharmacie Centrale
- 2011
  - 3e du championnat de Tunisie sur route
- 2012
  -  Champion de Tunisie sur route
- 2013
  - 3e du championnat de Tunisie du contre-la-montre
  - 6e du championnat d'Afrique sur route
- 2014
  -  Champion de Tunisie du contre-la-montre
- 2015
  - 3e du championnat de Tunisie du contre-la-montre
- 2016
  - 3e du championnat de Tunisie du contre-la-montre
- 2017
  - 2e du Tour des aéroports
  - 3e du championnat de Tunisie sur route
  - 3e du championnat de Tunisie du contre-la-montre
- 2018
  - 3e du championnat de Tunisie sur route

## Classements mondiaux
| Année           | 2005 | 2006 | 2007 | 2008 | 2009 | 2010 | 2011 | 2012 | 2013 | 2014 | 2015 | 2016 | 2017 | 2018 |
| --------------- | ---- | ---- | ---- | ---- | ---- | ---- | ---- | ---- | ---- | ---- | ---- | ---- | ---- | ---- |
| UCI Africa Tour | 80e  |      | 1er  | 4e   | 126e |      | 72e  | 37e  | 185e | 74e  | 124e | 111e | 33e  | 48e  |